# Атласский Вампир

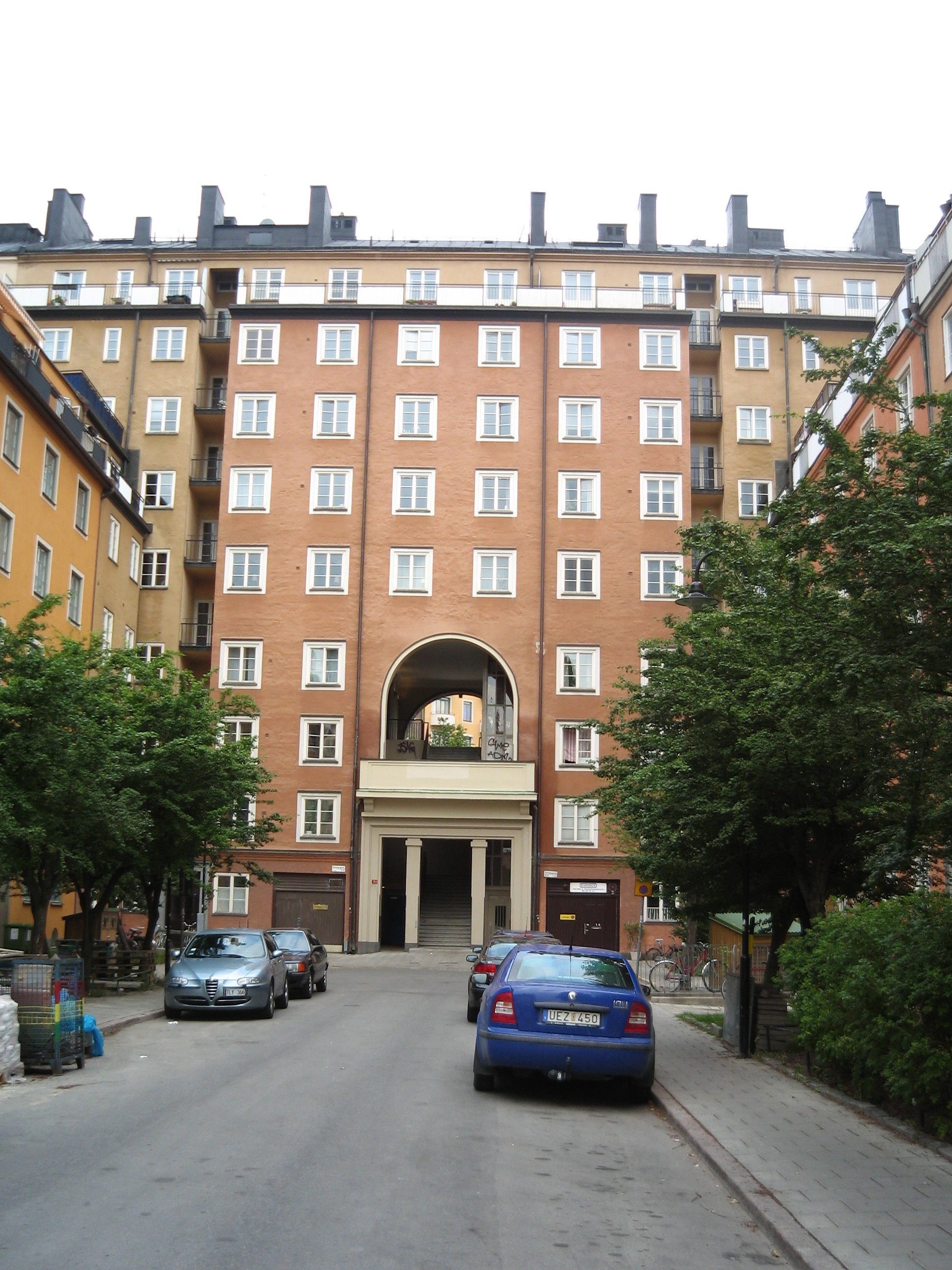
Санкт-Эриксплан 11 в районе Атлас (2006)

Атласский Вампир (швед. Atlasvampyren) — прозвище, данное неизвестному убийце, совершившему так называемое «Вампирское убийство» в столице Швеции г. Стокгольме в 1932 году.

## Описание преступления
Труп 32-летней проститутки Лилли Линдестрём был обнаружен 4 мая 1932 года в её маленькой квартире на площади Санкт-Эриксплан 11 в стокгольмском районе Атлас. Череп женщины был раскроен тремя ударами тяжелого предмета. Вещи были аккуратно сложены на стуле. Также был обнаружен ковш с кровью, что дало повод предположить, что кто-то пил её кровь. Отпечатков пальцев найдено не было. Как было установлено со слов её подруги Мимми, в день убийства в 19:15 в квартиру Лилли позвонил мужчина и попросил её к телефону. Он сказал, что находится поблизости и хочет зайти к ней. Лилли согласилась, а Мимми ушла в свою квартиру этажом ниже. Спустя некоторое время Лилли зашла к ней за презервативом. Потом она пришла за другим. Больше живой Мимми её не видела. Дело было закрыто в 1954 году.